# Pyrenidium
Pyrenidium Nyl. (pyrenidium) – rodzaj grzybów z rodziny Pyrenidiaceae.

## Systematyka i nazewnictwo
Pozycja w klasyfikacji według Index Fungorum: Pyrenidiaceae, Pleosporales, Pleosporomycetidae, Dothideomycetes, Pezizomycotina, Ascomycota, Fungi.
Synonimy nazwy naukowej: Dacampiosphaeria D. Hawksw., Pyrenidiomyces Cif. & Tomas.
Nazwa polska według W. Fałtynowicza.

## Niektóre gatunki
- Pyrenidium actinellum Nyl. 1865 – pyrenidium drobne
- Pyrenidium aggregatum Knudsen & Kocourk. 2010
- Pyrenidium hetairizans (Leight.) D. Hawksw. 1986

Nazwy naukowe na podstawie Index Fungorum. Uwzględniono tylko gatunki zweryfikowane. Nazwy polskie według W. Fałtynowicza.